# NGC 1591
NGC 1591 est une galaxie spirale barrée située dans la constellation de l'Éridan. NGC 1591 a été découverte par l'astronome britannique John Herschel en 1834.

## Caractéristiques
Sa vitesse par rapport au fond diffus cosmologique est de 4 072 ± 10 km/s, ce qui correspond à une distance de Hubble de 60,1 ± 4,2 Mpc (∼196 millions d'al).
À ce jour, 13 mesures non basées sur le décalage vers le rouge (redshift) donnent une distance de 48,231 ± 5,253 Mpc (∼157 millions d'al), ce qui est légèrement à l'extérieur des valeurs de la distance de Hubble. Notons cependant que c'est avec la valeur moyenne des mesures indépendantes, lorsqu'elles existent, que la base de données NASA/IPAC calcule le diamètre d'une galaxie et qu'en conséquence le diamètre de NGC 1591 pourrait être d'environ 30,5 kpc (∼99 500 al) si on utilisait la distance de Hubble pour le calculer. 
La classe de luminosité de NGC 1591 est I-II et elle présente une large raie HI.

## Supernova
La supernova SN 2008V a été découverte le 6 février 2008 dans NGC 1591 par D. Winslow, W. Li et A. V. Filippenko dans le cadre du programme LOSS (Lick Observatory Supernova Search) de l'observatoire Lick. Cette supernova était de type IIb.